# COGIP
 (juillet 2025).
COGIP est le nom d'une entreprise fictive imaginée par Nicolas et Bruno, duo de scénaristes, dialoguistes et réalisateurs de Canal+. 

## Description
La COGIP apparaît dans plusieurs comédies et vidéos de Nicolas & Bruno pour Canal+, qui mettent en scène cette entreprise des années 1970 aux structures ringardes et aux cadres gris, symbolisant la solitude et l'ennui administratifs. La COGIP, qui vend apparemment des photocopieuses et dont il est dit qu'elle concentre le plus grand nombre de cravates-moustaches au mètre carré, est notamment une des stars du célèbre Message à caractère informatif, avec sa concurrente la COFRAP.
Elle est aussi le décor principal du film La Personne aux deux personnes, avec Alain Chabat et Daniel Auteuil dans le rôle de Jean-Christian Ranu, sorti le 18 juin 2008. Dans ce film, COGIP est l'abréviation de Consortium Organisationnel de Gestion Institutionnelle et Patrimoniale.
Le 7 juillet 2009, Canal+ confie à Nicolas & Bruno une soirée carte blanche, La Nuit de la COGIP, à l'occasion de la première diffusion de leur premier long-métrage, La personne aux deux personnes.

## À la télévision
- 1998-2000 : Message à caractère informatif, saison 1
- 2002 : Restauratec (avec Alain Chabat, Gérard Jugnot, Marina Foïs, Héléna Noguerra)
- 2003 : COGIP 2000 (avec Gilles Gaston-Dreyfus)
- 2004 : Anthologie de « Message à caractère informatif »
- 2004 : Dans les coulisses de « Message à caractère informatif »
- 2006 : Le Bureau (d'après la série télé britannique The Office créée par Ricky Gervais)
- 2009 : Le Travail aujourd'hui : bilan et perspectives (documentaire avec Christophe Dejours)
- 2009 : La Nuit de la COGIP
- 2017-2018 : Message à caractère informatif, saison 2

## Au cinéma
- 2008 : La Personne aux deux personnes (avec Daniel Auteuil, Alain Chabat, Marina Foïs)
- 2015 : Vampires en toute intimité (What we do in the shadows en VO), dans la version française de ce film, écrite et doublée par Nicolas et Bruno, le personnage de Gilles exerce à la COGIP en tant que responsable de la programmation.